# 永嘉路501号住宅
永嘉路501号住宅位于上海市徐汇区，是一幢具有古典特色的独立式花园住宅，曾为宋子文故居。住宅处于永嘉路南侧，岳阳路、永嘉路路口东侧，毗邻同样为独立式花园住宅的岳阳路145号花园住宅。

## 历史
永嘉路501号住宅建于1928年，1940年代宋子文曾在此居住。中华人民共和国建国后，住宅产权归中共上海市委老干部局所有。目前该住宅为上海老干部大学、老干部活动中心。1994年住宅被选为第二批上海市优秀历史建筑，2003年又列入徐汇区登记不可移动文物名单。

## 建筑特色
住宅占地面积500平方米，是一幢假三层砖木结构的建筑，东西向布置。其建筑风格为德式风格，立面结构不对称。半地下室以下的立面材质为仿石饰面，以上则为灰色细沙卵石刷面。建筑底层入口为半圆拱券门，两侧设有两扇拱券窗。整座建筑窗型多样，除了前述的拱券窗外，尚有尖券窗、方窗等多种窗型。建筑窗框、门框和转角处均饰以清水红砖，南、北立面部分窗下也以红砖做出菱形、长方形等几何图案装饰。建筑为平瓦双坡屋面，呈现上陡下缓，铺有红瓦。其南、北两个坡面中部均有三个连续排列的老虎窗；檐下有连续的支托支撑。建筑西北角设有圆筒形锥顶塔楼，上部采用尖锥铁皮屋顶，呈喇叭口状。塔楼内设有螺旋形楼梯。